# August Friedrich von Wackenitz
August Fried(e)rich von Wackenitz (26. april 1726 på Boltenhagen, Forpommern – 16. december 1808 i Christiania) var en dansk-norsk officer, bror til Philip Leopold von Wackenitz.

## Karriere
Han var søn af den pommerske adelsmand, oberstløjtnant i svensk tjeneste Carl Philip von Wackenitz (17. december 1697 - 3. december 1739) til Boltenhagen og Kisow og Charlotte Louise von Oertzen af huset Tornow (29. juli 1699 - 14. marts 1774). Han var født i Pommern 26. april 1726, kom 14 år gammel ind på Landkadetakademiet i København, blev 1744 fændrik, var så i hessisk krigstjeneste (i Brabant, Skotland og Holland), indtil han 1750 blev kaptajn i dansk tjeneste. 1758 blev han fløjadjudant hos kong Frederik V og major ved Delmenhorstske gevorbne Infanteriregiment, førte 1761-62 en grenaderbataljon i Holsten, forsattes til Prins Frederiks Regiment, men kom 1766 tilbage til Delmenhorstske Regiment, blev 1767 oberstløjtnant og beordret med sin bataljon til Trondhjem, 1772 forflyttet til Søndenfjeldske og 1773 til Holstenske Regiment, men samme år udnævnt til oberst og generalkrigskommissær i Norge samt 3. deputeret i det norske Generalitets- og Kommissariatskollegium. 1774 blev han kammerherre og naturaliseredes som dansk adelsmand 1777 tillige med broderen Philip Leopold von Wackenitz, der var kammerherre og generaltolddirektør i Trondhjem. 1783 blev han generalmajor og under felttoget 1788 1. medlem af Feltkommissariatet («Kommissariatskommissionen»). 1789 fratrådte han som generalkrigskommissær, da han blev 1. deputeret i det norske Generalitets- og Kommissariatskollegium, 1790 Ridder af Dannebrog, 1795 generalløjtnant og 1808 general. Han døde i Christiania 16. december samme år.

## Ægteskaber
Han blev gift 1. gang 1758 med Charlotte Amalie von Grambow (28. februar 1735 i København - 19. august 1771 i Trondhjem), datter af generalløjtnant Volrath Levin von Grambow og Barbara Sophia født von der Lühe; 2. gang 1775 med Marie Elisabeth Adeler (16. juni 1740 - 26. september 1811 i Christiania), datter af stiftamtmand i Christianssand, gehejmeråd Frederik Adeler.
Wackenitz og 2. hustru er begravet på Krist kirkegård i Oslo. Monumentet af støbejern er fra en senere tid.